# La Sidra, Chiapas
La Sidra är en ort i Mexiko.   Den ligger i kommunen Pueblo Nuevo Solistahuacán och delstaten Chiapas, i den sydöstra delen av landet, 700 km öster om huvudstaden Mexico City. La Sidra ligger 1 434 meter över havet och antalet invånare är 171.
Terrängen runt La Sidra är bergig åt nordost, men åt sydväst är den kuperad. Runt La Sidra är det ganska tätbefolkat, med 80 invånare per kvadratkilometer. Närmaste större samhälle är Pueblo Nuevo Jolistahuacan, 1,8 km norr om La Sidra. I omgivningarna runt La Sidra växer i huvudsak städsegrön lövskog.